# بطاقة مصرفية
بطاقة مصرفية هي بطاقة لدائنية ممغنطة يدون عليها اسم حاملها وتاريخ إصدارها وتاريخ نهاية صلاحيتها وتستخدم في الحصول على النقد أو في شراء السلع والخدمات.

## الوصف
عادةً ما تكون البطاقة المصرفية بطاقة بلاستيكية يصدرها البنك لعملائه والتي تؤدي واحدة أو أكثر من عدد من الخدمات التي تتعلق بمنح العميل حق الوصول إلى الحساب المصرفي، حتى خارج الدوام الرسمي.
من الناحية المادية، عادة ما يكون على البطاقة المصرفية اسم العميل واسم مُصدر البطاقة ورقم البطاقة الفريد المطبوع عليها. وسيكون بها شريط مغناطيسي في الخلف يمكّن مختلف الآلات من قراءة المعلومات والوصول إليها. اعتمادًا على البنك المُصدر وتفضيلات العميل، قد يسمح باستخدام البطاقة كبطاقة صراف آلي، مما يتيح المعاملات في أجهزة الصراف الآلي؛ كبطاقة المدين، مرتبطة بالحساب المصرفي للعميل، ويمكن استخدامها لإجراء عمليات الشراء في نقاط البيع.

## تاريخ
كانت البطاقات المصرفية الأولى هي بطاقات الصراف الآلي التي أصدرها باركليز في لندن، عام 1967، والبنك الكيميائي في لونغ آيلاند، نيويورك، في عام 1969. في عام 1972، أصدر بنك لويدز أول بطاقة مصرفية تحتوي على مغناطيس ترميز المعلومات الشريط، باستخدام رقم التعريف الشخصي (PIN) للأمان.
تاريخياً، خدمت البطاقات المصرفية أيضًا غرض بطاقة ضمان الشيكات، وهو الآن نظام شبه منتهي لضمان الشيكات في نقطة البيع.

## انواعها
البطاقات المصرفية على نوعين:
النوع الأول: بطاقات الخصم الفوري وفيها يتم الخصم فورا من رصيد العميل الموجود لدى المصرف أي ان هذه البطاقات لا تعطي الا لمن كان له رصيد لدى المصرف ولا يتمكن من استعمالها الا بمقدار ذلك الرصيد حكمها: هذة البطاقات يجوز إصدارها والتعامل بها لانها لا تستخدم الا في حدود رصيد العميل فليس فيها قرض من المصرف للعميل
النوع الثاني:بطاقة الائتمان هي بطاقة لا يلزم ان يكون لحاملها حساب لدى المصرف المصدر لها بل يدفع المصرف المبالغ المستحقة على العميل عند استخدامه للبطاقة ثم يطالبه بعد ذلك بأداء هذه المبالغ له. ففي هذه البطاقة يعطي العميل فترة سماح للسداد ويكون لها سقف ائتماني أي حد أعلى للاستخدام لا يتجاوزه العميل

## حكم استخدام بطاقات الخصم الشهري في شراء الذهب والفضة والعملات
يجوز لان المصرف يقيد الثمن لصالح البائع فور إجراء عملية البيع

## بطاقات الدين المتجدد
هي بطاقات يتم فيها تقسيط الدين المستحق على العميل على فترات وتزداد قيمة الدين بزيادة فترة التقسيط
حكمها: محرمة لان الدين يزيد فيها بزيادة المدة وهذا هو الربا